# Équipe cycliste Giant-Shimano Development
L'équipe cycliste Giant-Shimano Development est une équipe cycliste suédoise ayant le statut d'équipe continentale. Elle sert de réserve à l'équipe professionnelle financé par le même sponsor, Giant-Shimano. Créée au début de l'année 2014, elle disparaît au mois d'octobre.

## Histoire de l'équipe

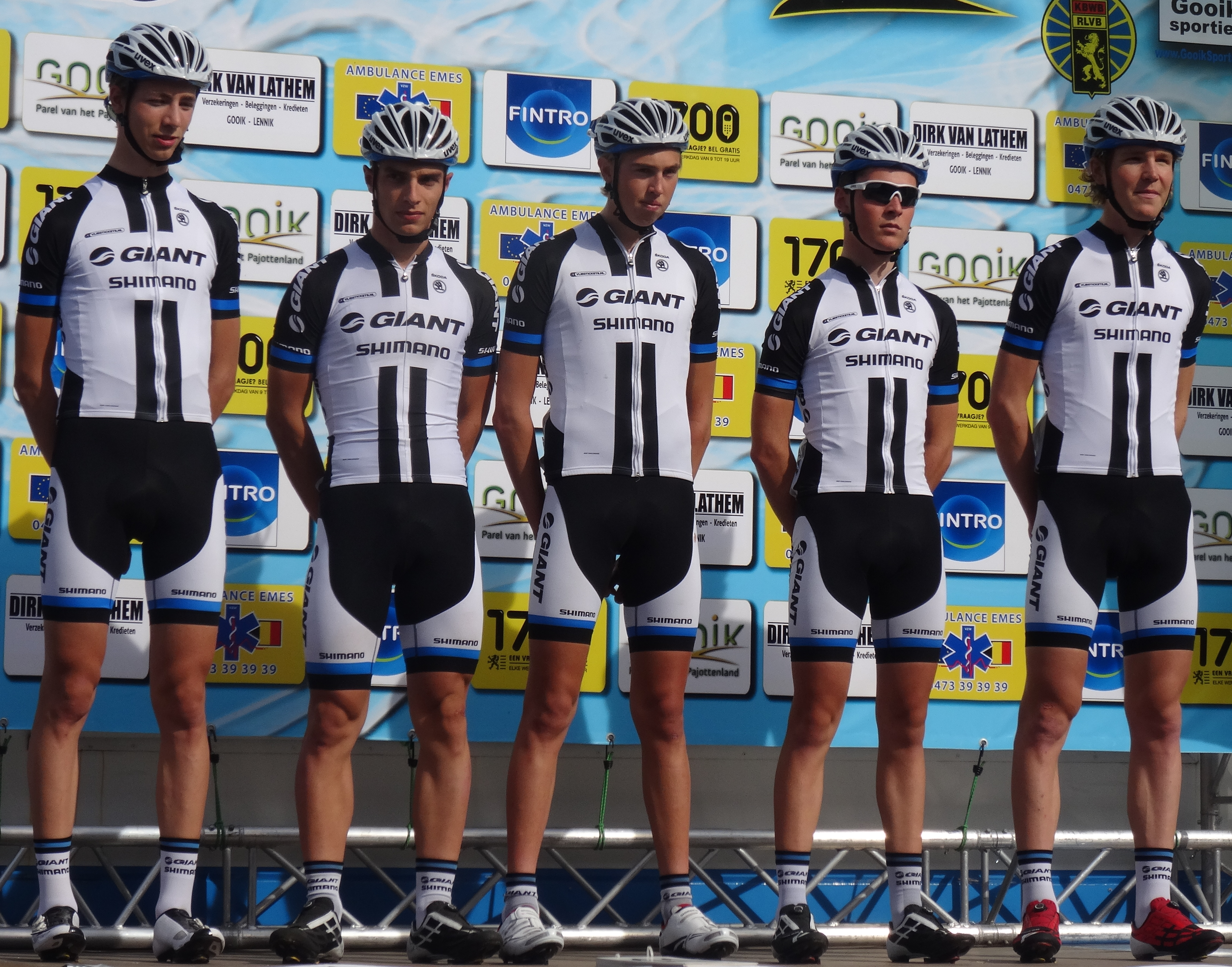
L'équipe lors de la Gooikse Pijl 2014.

### 2014
L'année 2014 est la première saison de Giant-Shimano Development, équipe de réserve de Giant-Shimano. L'équipe est créée en janvier 2014. Le mois précédent, la fédération cycliste de la Suède a annoncé qu'elle allait procéder à l'enregistrement administratif de l'équipe comme équipe continentale. Aike Visbeek y est manager général, Jens Lang et Dirk Reuling directeurs sportifs. Le service-course de l'équipe est établi à Erfurt en Allemagne.

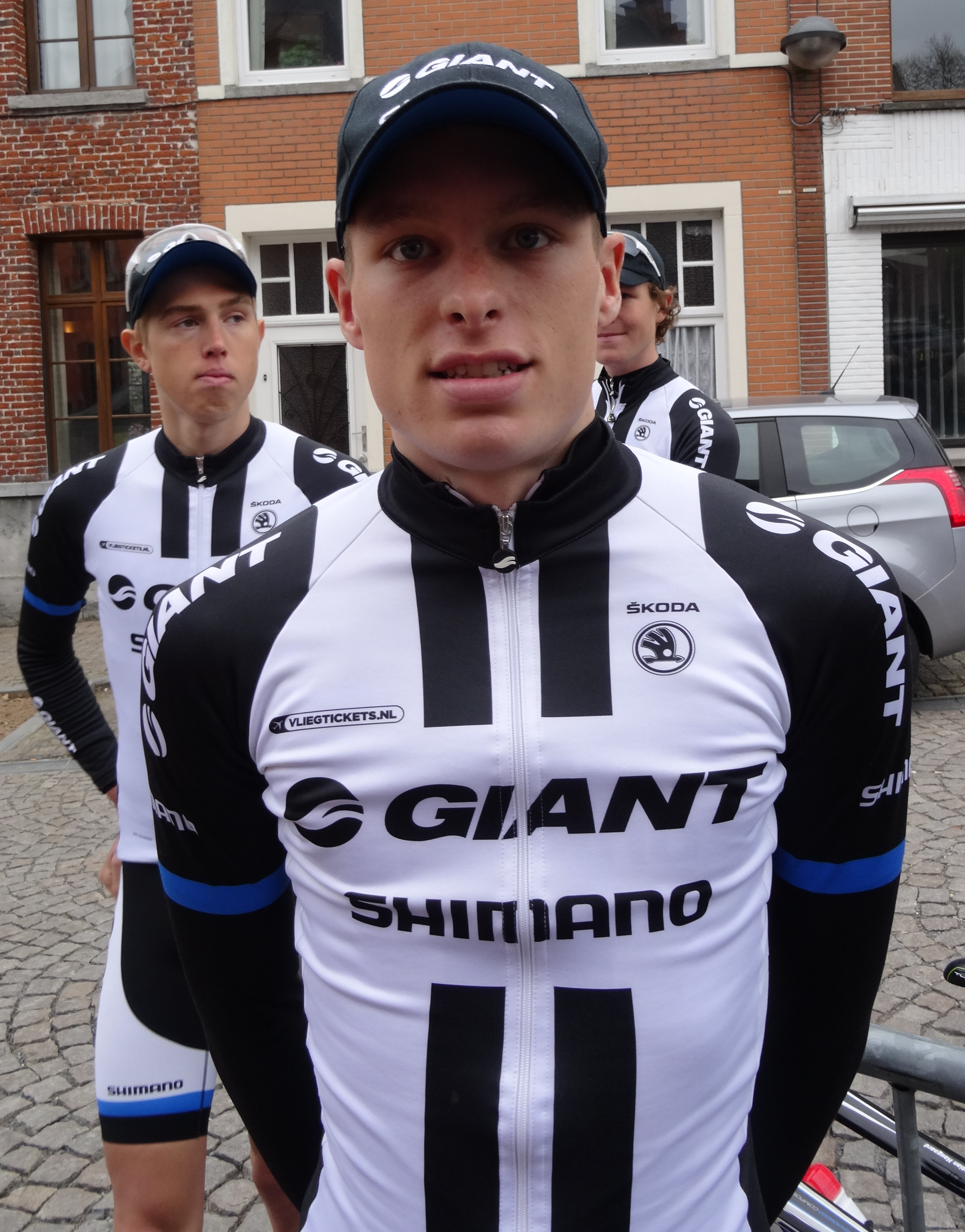
Kristian Haugaard, ici photographié lors de la 1re étape du Triptyque des Monts et Châteaux 2014, est le mieux classé de l'équipe à l'UCI Europe Tour 2014.

Onze coureurs dont un stagiaire constituent son effectif. L'équipe remporte deux victoires sur des courses UCI : Lars van der Haar la 1re étape du Tour de Haute-Autriche le 20 juin et Jan Brockhoff la 5e étape du Tour Alsace le 3 août.
L'équipe disparaît en octobre 2014. Iwan Spekenbrink, manager principal de l'équipe Giant-Shimano indique qu'une telle équipe de formation n'a pas été assez efficace pour développer l'ensemble de la structure, qu'il y avait trop de talents dans celle-ci mais qu'ils sont passés à travers les mailles du filet. Ce dernier envisage un autre système pour recruter des jeunes talents.

## Classements UCI
UCI Europe Tour
| Saison | Classement par équipes | Meilleur coureur au classement individuel |
| ------ | ---------------------- | ----------------------------------------- |
| 2014   | 78e                    | Kristian Haugaard (286e)                  |